# Реут
Реу́т (рум. Răut) — річка в Молдові, витік на плато Кодри, права притока Дністра. Пересічна ширина річища 30 м. Пересічна ширина долини — 7 км. Живлення переважно снігове. Замерзає в грудні, скресає в березні. Використовується для зрошення. Над Реутом стоять міста Бєльці, Оргіїв і Флорешти.